# Аполлоний (префект претория)
Аполлоний (лат. Apollonius) — восточноримский политический деятель середины V века.
В 436 году Аполлоний занимал должность комита священных щедрот при восточноримском императоре. В 442—443 годах он находился на посту префекта претория Востока. К этому времени относится несколько адресованных ему законов из Кодекса Феодосия. В 451 году Аполлоний присутствовал на Халкедонском соборе.